# Óli Mortensen
Óli Mortensen (født 7. februar 1996) er en færøsk svømmer, der svømmer for Hovedstadens Svømmeklub i Danmark og Havnar Svimjifelag på Færøerne. Derudover svømmer han også for Færøernes svømmelandshold. Hans beste resultater er fra de mellemlange og lange distancer i frisvømning og 100 og 200 meter butterfly. Han har pr. november 2017 rekorden hos Hovedstadens Svømmeklub indenfor 400, 800 og 1500 meter fri og i 100 og 200 meter butterfly. Han har vundet danmarksmesterskabet og det færøske mesterskab flere gange. I november 2017 vandt han 16 guldmedaljer, heraf 3 i holdkap, ved det færøske mesterskab på kortbane, hvilket var ny rekord, den tidligere rekord var 15 guldmedaljer og den havde Pál Joensen sat. Óli Mortensen har vundet guld, sølv og bronze ved Island Games, der er et multisportsstævne for øsamfund, han repræsenterede Færøerne.

## Udvalgte resultater

### Nordiske mesterskaber 2017
Óli Mortensen deltog ved de Nordiske Mesterskaber i december 2017 i Reykjavík. Han deltog kun i en konkurrence, hvor han vandt guld i 1500 meter fri med sin indtil da bedste personlige tid og fik det højeste antal FINA point af alle svømmerne på svømmestævnet, han fik 830 FINA point.
- Guld i 1500 meter fri med tiden 15:02.27, der var personlig rekord.[5]

### DM i svømning på kortbane 2017
- Guld i 800 fri med tiden 7:53.68, der var personlig rekord.[6]
- Sølv i 1500 m fri med tiden 15:12.12.

### FM i svømning på kortbane 2017
Óli MOrtensen vandt flest guldmedaljer ved det færøske svømmemesterskab på kortbane, der blev afholdt i Tórshavn i november 2017. Han vandt 16 guld, heraf var 3 i holdkap, derudover vandt han også to sølvmedaljer. Ved at vinde 16 guldmedaljer ved FM på kortbane, satte han ny rekord, den tidligere rekord var på 15 guldmedaljer og blev sat af Pál Joensen.

### DM i svømning 2017
- Guld i 1500m fri med tiden 15:58.11[8]
- Sølv i 800m fri med tiden 8:19.06
- Bronze i 400m fri med tiden 4:01.63

### Island Games 2017
- Guld i 1500 m frí med tiden 15:59,77
- Guld i 200 m fri
- Guld i 200 meter butterfly med tiden 2:01,46, det var færøsk rekord.[9]
- Bronze i 4x50 m medley. De andre på holdet var: Marius Ihlen Gardshodn, Alvi Hjelm, Róland Toftum. Tiden sammenlagt var 1:44,97 minut.
- Bronze i 4x50 m fri. De andre på holdet var: Alvi Hjelm, Róland Toftum, Rókur Trygvason.

### Danish Open 2017
- Sølv i 400 m fri med tiden 3:57.61
- Guld i 800 m fri med tiden 8:13.24
- Guld i 1500 m fri med tiden 15:45.66[10]

### DM på kortbane 2016 i Esbjerg
- Guld i 800 m fri med tiden 7:57.56, der var personlig rekord.[11]

### Danish Open 2016
- Guld i 800 meter fri med tiden 8:10.94, der var personlig rekord.[12]
- Bronze i 1500 m fri med tiden 15:38.41
- Nr. 5 i 400 m fri med tiden 3:56.76

### Island Games 2015
- Sølv i 1500 m fri med tiden 15:34.06
- Sølv i 400 m fri med tiden 3:54.65
- Bronze i 200 m fri med tiden 1:52.03
- Bronze i 200 m medley med tiden 2:04.21
- Bronze i 4x100 m medley med tiden 3:50.51 de andre var: Alvi Hjelm, Róland Toftum og Pál Joensen
- Bronze i 4x100 m fri med tiden 3:26.31, hvilket var nyt færøsk landsholdrekord. De andre var: Pál Joensen, Eyðbjørn Joensen og Róland Toftum[13]